# Хангул
Хангул или корејско писмо (кореј. 한글, 조선글 ) је писмо којим се пише на Корејском полуострву, од 15. века. Оно је настало 1443. године под краљом Сејонгом Великим током Чосон династије. У данашње време, овај алфабет је званично писмо у Северној и Јужној Кореји, и козванично у Јанбјанској корејској аутономној префектури и Чангбајском корејском аутономном округу кинеске провинције Ђилин. У Јужној Кореји, Хангул се првенствено користи за писање корејског језика, пошто је употреба Ханче (кинеских слова) у типичном корејском писању изгубила популарност током касних 1990-тих.
У својим класичним и модерним формама, писмо има 19 сугласничких и 21 самогласничко слово. Међутим, уместо секвенцијалног писања попут слова у латинском писму, хангулска слова се групишу у блокове, односно, знаки, као што је 한 han, сваки од којих представља слог. Другим речима, мада слог 한 han може да изгледа као једно слово, он се заправо састоји од три слова: ㅎ , ㅏ a, и ㄴ n. Сваки слоговни блок се састоји од два до шест слова, садржи бар један сугласник и један самогласник. На пример, корејска реч за „пчелу” (kkulbeol) се пише као 꿀벌, а не ㄲㅜㄹㅂㅓㄹ. Ови блокови су затим хоризонтално уређени са лева надесно или вертикално одозго надоле са празним местима између речи и интерпункцијом западног стила. Попут традиционалног кинеског писања, корејски текстови су традиционално били писани одозго надоле, и здесна налево, и понекад се још увек пишу тако из стилских разлога. Свака корејска реч се састоји од једног или више слогова, и стога једног или више блокова. 
Број математички могућих блокова је 11.172, мада је далеко мањи број слогова дозвољен у корејској фонотактици, и сви дозвољени слогови се не јављају у корејским речима. Од 11.172 могућих хангулских слогова, најчешћих 256 има кумулативну фреквенцију од 88,2%; док око првих 512, покрива 99,9%. Хангул неки лингвисти описују као „алфабетски слоговник”, пошто он комбинује својства и предности оба система али без неких недостатака појединачних приступа. Неки лингвисти сматрају да је ово писмо међу фонолошки највернијим системима писања данашњице. Једно интересантно својство Хангула је да облици његових сугласника наизглед имитирају облике уста говорника приликом изговарања сваког сугласника.

## Историја
Писмо је настало средином 15. века за време корејског краља Сејонга Великога. До тада су Корејци користили кинеско писмо, које је било превише компликовано за обични народ па су читати и писати знали само припадници племства, и то углавном мушкарци. Већина Корејаца била је готово неписмена пре увођења хангула. Писмо је осмишљено тако да га сви могу лако научити. У документу, који је пратио настанак хангула, писало је да ће мудрац научити хангул већ исто јутро, а глупом ће требати десет дана. Неки конфучијски учењаци сматрали су да је кинеско писмо једино право и гледали су на хангул као на претњу. Међутим, он је био веома добро прихваћен, поготово међу женама и писцима белетристике. Тако је добро послужио за ширење информација међу народом, да га је параноидни корејски краљ Јеонсангзн забранио 1504. године. У каснијим вековима, хангул је поновно заживео и удомаћио се. Тек 1894. постао је службено писмо у државним документима, 1895. ушао је у школе, а 1896. почеле су излазити прве двојезичне новине на хангулу и енглеском језику. Када је Јапан анексирао Кореју 1910, јапански језик постао је службени, а хангул се наставио користити. Ортографија је деломично уређена 1912. године, а потпуно 1946. након успостављања независности. Кинеско писмо се све мање користило. Корејци настоје проширити коришћење хангула у Азији. Ван Кореје, почео се користити и на делу индонежанског острва Сулавесија од 2009. године.

## Хангул абецеда
Знакови хангулске абецеде зову се јамо. „Ја“ значи слово, а „мо“ значи мајка. Постоји 51 јамо, од којих су 24 еквивалентни словима латиничног писма, а остали су спој два или више слова. Од 24 једноставна јама, 14 су сугласници, а 10 самогласници. Лингвисти хвале хангул због дизајна знакова. Облик јама је у складу са фонемима које представљају. Облик сугласника је настао на основу облика уста и језика док се изговара то слово, а самогласници се састоје од водоравних и усправних црта и лако се разликују од сугласника.

### Сугласници
Следећи сугласници се користе у модерном корејском алфабету:
- 9 обични сугласници: ㄱ, ㄴ, ㄷ, ㄹ, ㅁ, ㅂ, ㅅ, ㅇ, ㅈ
- 5 напети сугласници: ㄲ, ㄸ, ㅃ, ㅆ, ㅉ
- 5 аспирисани сугласници: ㅊ, ㅋ, ㅌ, ㅍ, ㅎ

Доња табела приказује свих 19 сугласника у јужнокорејском алфабетном редоследу са ревидираним романизованим еквивалентима за свако слово. Сугласници у корејском алфабету могу да звуче другачије у зависности од тога да ли су иницијална или финална слова у слогу. Неки сугласници се једино јављају у било иницијалној или финалној позицији слога.
| Слова (ревидирана романизација) | Слова (ревидирана романизација) | ㄱ     | ㄲ      | ㄴ     | ㄷ     | ㄸ     | ㄹ     | ㅁ     | ㅂ     | ㅃ     | ㅅ     | ㅆ               | ㅇ       | ㅈ     | ㅉ     | ㅊ     | ㅋ     | ㅌ     | ㅍ     | ㅎ     |
| Иницијално | Иницијално                      | g      | kk      | n      | d      | tt     | r      | m      | b      | pp     | s      | ss               | (silent) | j      | jj     | ch     | k      | t      | p      | h      |
| Финално* | Финално*                        | k      | k       | n      | t      | –      | l      | m      | p      | –      | t      | ss/ s/ t/ n      | ng       | t      | –      | t      | k      | t      | p      | h      |
| |                                 |        |         |        |        |        |        |        |        |        |        |                  |          |        |        |        |        |        |        |        |
| Асимилација: комбинација између претходећег финалном слову речи* (горњи ред) изговара се као + оно које следи иницијалном слову речи** (доњи ред) изговара се као: |                                 |        |         |        |        |        |        |        |        |        |        |                  |          |        |        |        |        |        |        |        |
| Претходи финалном слову речи* | Претходи финалном слову речи*   | ㄱ (k) | ㄲ (kk) | ㄴ (n) | ㄷ (t) | ㄸ (-) | ㄹ (l) | ㅁ (m) | ㅂ (p) | ㅃ (-) | ㅅ (t) | ㅆ (ss/ s/ t/ n) | ㅇ (ng)  | ㅈ (t) | ㅉ (-) | ㅊ (t) | ㅋ (k) | ㅌ (t) | ㅍ (p) | ㅎ (h) |
| Следи иницијалном слову речи** | ㅇ(ng)                          | g      | kk+h    | n      | t      | -      | r      | m      | p      | -      | s      | ss               | ng+h     | t+ch   | -      | t+ch   | k+h    | t+ch   | p+h    | h      |
| Следи иницијалном слову речи** | ㅎ(h)                           | k      | kk+h    | n+h    | t      | -      | r/ l+h | m+h    | p      | -      | t      | -                | ng+h     | t+ch   | -      | t+ch   | k      | t      | p      | -      |
| Следи иницијалном слову речи** | ㄱ(k)                           | k+k    |         | n+g    | t+g    | -      | l+g    | m+g    | b+g    | -      | t+g    | -                | ng+g     | t+g    | -      | t+g    |        | t+g    | p+g    | h+k    |
| Следи иницијалном слову речи** | ㄴ(n)                           | ng     |         | n+n    |        | -      | l+n    | m+n    | m+n    | -      | t+n    | n+n              | ng+n     | t+n    | -      | t+n    |        | t+n    | p+n    | h+n    |
| Следи иницијалном слову речи** | ㄷ(d)                           | k+d    |         | n+d    | t+t    | -      | l+d    | m+d    | p+d    | -      | t+t    | t+t              | ng+d     | t+t    | -      | t+t    | k+d    | t+t    | p+d    | h+t    |
| Следи иницијалном слову речи** | ㄹ(r)                           | g+n    |         | l+l    |        | -      | l+l    | m+n    | m+n    | -      |        | -                | n        |        | -      |        |        |        |        | r      |
| Следи иницијалном слову речи** | ㅁ(m)                           | g+m    |         | n+m    | t+m    | -      | l+m    | m+m    | m+m    | -      | t+m    | -                | ng+m     | t+m    | -      | t+m    | k+d    | t+m    | p+m    | h+m    |
| Следи иницијалном слову речи** | ㅂ(b)                           | g+b    |         |        |        | -      |        |        | p+p    | -      | t+b    | -                |          |        | -      |        |        |        |        |        |
| Следи иницијалном слову речи** | ㅅ (s)                          |        |         |        |        |        |        |        |        |        |        | ss+s             |          |        | t+ch   |        |        |        |        |        |
| Следи иницијалном слову речи** | ㅈ(j)                           |        |         |        |        |        |        |        |        |        |        | t+ch             |          |        |        |        |        |        |        |        |

Сугласници у корејском алфабету се могу комбиновати у 11 сугласничких кластера, који се увек јављају у крајњој позицији у слогу. Они су: ㄳ, ㄵ, ㄶ, ㄺ, ㄻ, ㄼ, ㄽ, ㄾ, ㄿ, ㅀ, и ㅄ.
| Комбинације сугласничких кластера (једино се користе самостално или претходе крајњем слову речи) (e.g. [самостално] 닭 ; [претходи крајњем слову речи] 없다 - ) | Комбинације сугласничких кластера (једино се користе самостално или претходе крајњем слову речи) (e.g. [самостално] 닭 ; [претходи крајњем слову речи] 없다 - ) | Комбинације сугласничких кластера (једино се користе самостално или претходе крајњем слову речи) (e.g. [самостално] 닭 ; [претходи крајњем слову речи] 없다 - ) | Комбинације сугласничких кластера (једино се користе самостално или претходе крајњем слову речи) (e.g. [самостално] 닭 ; [претходи крајњем слову речи] 없다 - ) | Комбинације сугласничких кластера (једино се користе самостално или претходе крајњем слову речи) (e.g. [самостално] 닭 ; [претходи крајњем слову речи] 없다 - ) | Комбинације сугласничких кластера (једино се користе самостално или претходе крајњем слову речи) (e.g. [самостално] 닭 ; [претходи крајњем слову речи] 없다 - ) | Комбинације сугласничких кластера (једино се користе самостално или претходе крајњем слову речи) (e.g. [самостално] 닭 ; [претходи крајњем слову речи] 없다 - ) | Комбинације сугласничких кластера (једино се користе самостално или претходе крајњем слову речи) (e.g. [самостално] 닭 ; [претходи крајњем слову речи] 없다 - ) | Комбинације сугласничких кластера (једино се користе самостално или претходе крајњем слову речи) (e.g. [самостално] 닭 ; [претходи крајњем слову речи] 없다 - ) | Комбинације сугласничких кластера (једино се користе самостално или претходе крајњем слову речи) (e.g. [самостално] 닭 ; [претходи крајњем слову речи] 없다 - ) | Комбинације сугласничких кластера (једино се користе самостално или претходе крајњем слову речи) (e.g. [самостално] 닭 ; [претходи крајњем слову речи] 없다 - ) | Комбинације сугласничких кластера (једино се користе самостално или претходе крајњем слову речи) (e.g. [самостално] 닭 ; [претходи крајњем слову речи] 없다 - ) | Комбинације сугласничких кластера (једино се користе самостално или претходе крајњем слову речи) (e.g. [самостално] 닭 ; [претходи крајњем слову речи] 없다 - ) |
| --- | --- | --- | --- | --- | --- | --- | --- | --- | --- | --- | --- | --- |
| Претходи крајњем слову речи* | Претходи крајњем слову речи* | ㄳ (gs) | ㄵ (nj) | ㄶ (nh) | ㄺ (lg) | ㄻ (lm) | ㄼ (lb) | ㄽ (ls) | ㄾ (lt) | ㄿ (lp) | ㅀ (lh) | ㅄ (ps) |
| (само изговарано) | (само изговарано) | g | nj | nh | g | m | b | s | t | p | h | p |
| Следи иницијалном слову речи** | ㅇ(ng) | g+s | n+j | l+h | l+g | l+m | l+b | l+s | l+t | l+p | l+h | p+s |
| Следи иницијалном слову речи** | ㄷ(d) | g+t | nj+d/ nt+ch | n+t | g+d | m+d | b+d | l+t | l+t | p+d | l+t | p+t |

### Самогласници
Доња табела приказује 21 самогласник који се користи у модерном корејском алфабету у јужнокорејском алфабетном редоследу са еквивалентима ревидиране романизације за свако слово. Не постоји сагласност међу лингвистима по питању броја фонема у односу на дифтонге међу самогласницима корејског алфабета.
| Слова                   | ㅏ | ㅐ | ㅑ | ㅒ  | ㅓ | ㅔ | ㅕ  | ㅖ | ㅗ | ㅘ | ㅙ  | ㅚ | ㅛ | ㅜ | ㅝ | ㅞ | ㅟ | ㅠ | ㅡ | ㅢ | ㅣ |
| Ревидирана романизација | a  | ae | ya | yae | eo | e  | yeo | ye | o  | wa | wae | oe | yo | u  | wo | we | wi | yu | eu | ui | i  |

## Уникод
Блокови хангулских знака (U+1100–U+11FF) и хангулских компатибилних знака (U+3130–U+318F) су додати у Уникодов стандард у јуну 1993. са објављивањем верзије 1.1. Слова су релоцирана на њихову садашњу локацију у јулу 1996. са објављивањем верзије 2.0.
Блокови проширених хангулских знака А (U+A960–U+A97F) и проширених хангулских знака Б (U+D7B0–U+D7FF) су додати у Уникодов стандард у октобру 2009. са објављивањем верзије 5.2.
| Хангулски знаци[1] Званична кодна табела Уникодовог конзорцијума (ПДФ) |      |    |    |    |    |    |    |    |    |    |    |    |    |    |    |      |
| | 0    | 1  | 2  | 3  | 4  | 5  | 6  | 7  | 8  | 9  | A  | B  | C  | D  | E  | F    |
| U+110x | ᄀ   | ᄁ | ᄂ | ᄃ | ᄄ | ᄅ | ᄆ | ᄇ | ᄈ | ᄉ | ᄊ | ᄋ | ᄌ | ᄍ | ᄎ | ᄏ   |
| U+111x | ᄐ   | ᄑ | ᄒ | ᄓ | ᄔ | ᄕ | ᄖ | ᄗ | ᄘ | ᄙ | ᄚ | ᄛ | ᄜ | ᄝ | ᄞ | ᄟ   |
| U+112x | ᄠ   | ᄡ | ᄢ | ᄣ | ᄤ | ᄥ | ᄦ | ᄧ | ᄨ | ᄩ | ᄪ | ᄫ | ᄬ | ᄭ | ᄮ | ᄯ   |
| U+113x | ᄰ   | ᄱ | ᄲ | ᄳ | ᄴ | ᄵ | ᄶ | ᄷ | ᄸ | ᄹ | ᄺ | ᄻ | ᄼ | ᄽ | ᄾ | ᄿ   |
| U+114x | ᅀ   | ᅁ | ᅂ | ᅃ | ᅄ | ᅅ | ᅆ | ᅇ | ᅈ | ᅉ | ᅊ | ᅋ | ᅌ | ᅍ | ᅎ | ᅏ   |
| U+115x | ᅐ   | ᅑ | ᅒ | ᅓ | ᅔ | ᅕ | ᅖ | ᅗ | ᅘ | ᅙ | ᅚ | ᅛ | ᅜ | ᅝ | ᅞ | HC F |
| U+116x | HJ F | ᅡ   | ᅢ   | ᅣ   | ᅤ   | ᅥ   | ᅦ   | ᅧ   | ᅨ   | ᅩ   | ᅪ   | ᅫ   | ᅬ   | ᅭ   | ᅮ   | ᅯ     |
| U+117x | ᅰ     | ᅱ   | ᅲ   | ᅳ   | ᅴ   | ᅵ   | ᅶ   | ᅷ   | ᅸ   | ᅹ   | ᅺ   | ᅻ   | ᅼ   | ᅽ   | ᅾ   | ᅿ     |
| U+118x | ᆀ     | ᆁ   | ᆂ   | ᆃ   | ᆄ   | ᆅ   | ᆆ   | ᆇ   | ᆈ   | ᆉ   | ᆊ   | ᆋ   | ᆌ   | ᆍ   | ᆎ   | ᆏ     |
| U+119x | ᆐ     | ᆑ   | ᆒ   | ᆓ   | ᆔ   | ᆕ   | ᆖ   | ᆗ   | ᆘ   | ᆙ   | ᆚ   | ᆛ   | ᆜ   | ᆝ   | ᆞ   | ᆟ     |
| U+11Ax | ᆠ     | ᆡ   | ᆢ   | ᆣ   | ᆤ   | ᆥ   | ᆦ   | ᆧ   | ᆨ   | ᆩ   | ᆪ   | ᆫ   | ᆬ   | ᆭ   | ᆮ   | ᆯ     |
| U+11Bx | ᆰ     | ᆱ   | ᆲ   | ᆳ   | ᆴ   | ᆵ   | ᆶ   | ᆷ   | ᆸ   | ᆹ   | ᆺ   | ᆻ   | ᆼ   | ᆽ   | ᆾ   | ᆿ     |
| U+11Cx | ᇀ     | ᇁ   | ᇂ   | ᇃ   | ᇄ   | ᇅ   | ᇆ   | ᇇ   | ᇈ   | ᇉ   | ᇊ   | ᇋ   | ᇌ   | ᇍ   | ᇎ   | ᇏ     |
| U+11Dx | ᇐ     | ᇑ   | ᇒ   | ᇓ   | ᇔ   | ᇕ   | ᇖ   | ᇗ   | ᇘ   | ᇙ   | ᇚ   | ᇛ   | ᇜ   | ᇝ   | ᇞ   | ᇟ     |
| U+11Ex | ᇠ     | ᇡ   | ᇢ   | ᇣ   | ᇤ   | ᇥ   | ᇦ   | ᇧ   | ᇨ   | ᇩ   | ᇪ   | ᇫ   | ᇬ   | ᇭ   | ᇮ   | ᇯ     |
| U+11Fx | ᇰ     | ᇱ   | ᇲ   | ᇳ   | ᇴ   | ᇵ   | ᇶ   | ᇷ   | ᇸ   | ᇹ   | ᇺ   | ᇻ   | ᇼ   | ᇽ   | ᇾ   | ᇿ     |
| Напомене 1.^ Од Уникодове верзије 11.0 2. ᄀ: Хангулски знаци са зеленом позадином су слова у модерној употреби, која се могу конвертовати у прекомпоноване хангулске сугласнике под НФЦ формом Уникодове нормализације. Хангулски знаци са белом позадином се користе само у архаичном корејском и за њих нема кореспондирајућих прекомпонованих хагулских сугласника. „Conjoining Jamo Behavior” (PDF). The Unicode Standard. јун 2018. |      |    |    |    |    |    |    |    |    |    |    |    |    |    |    |      |

| Проширени хангулски знаци - А[1][2] Званична кодна табела Уникодовог конзорцијума (ПДФ)       |    |    |    |    |    |    |    |    |    |    |    |    |    |    |    |    |
|                                                                                               | 0  | 1  | 2  | 3  | 4  | 5  | 6  | 7  | 8  | 9  | A  | B  | C  | D  | E  | F  |
| U+A96x                                                                                        | ꥠ | ꥡ | ꥢ | ꥣ | ꥤ | ꥥ | ꥦ | ꥧ | ꥨ | ꥩ | ꥪ | ꥫ | ꥬ | ꥭ | ꥮ | ꥯ |
| U+A97x                                                                                        | ꥰ | ꥱ | ꥲ | ꥳ | ꥴ | ꥵ | ꥶ | ꥷ | ꥸ | ꥹ | ꥺ | ꥻ | ꥼ |    |    |    |
| Напомене 1.^ Од Уникодове верзије 11.0 2.^ Сиве области означавају не некоришћене кодне тачке |    |    |    |    |    |    |    |    |    |    |    |    |    |    |    |    |

| Проширени хангулски знаци - B[1][2] Званична кодна табела Уникодовог конзорцијума (ПДФ)    |   |   |   |   |   |   |   |   |   |   |   |   |   |   |   |   |
|                                                                                            | 0 | 1 | 2 | 3 | 4 | 5 | 6 | 7 | 8 | 9 | A | B | C | D | E | F |
| U+D7Bx                                                                                     | ힰ  | ힱ  | ힲ  | ힳ  | ힴ  | ힵ  | ힶ  | ힷ  | ힸ  | ힹ  | ힺ  | ힻ  | ힼ  | ힽ  | ힾ  | ힿ  |
| U+D7Cx                                                                                     | ퟀ  | ퟁ  | ퟂ  | ퟃ  | ퟄ  | ퟅ  | ퟆ  |   |   |   |   | ퟋ  | ퟌ  | ퟍ  | ퟎ  | ퟏ  |
| U+D7Dx                                                                                     | ퟐ  | ퟑ  | ퟒ  | ퟓ  | ퟔ  | ퟕ  | ퟖ  | ퟗ  | ퟘ  | ퟙ  | ퟚ  | ퟛ  | ퟜ  | ퟝ  | ퟞ  | ퟟ  |
| U+D7Ex                                                                                     | ퟠ  | ퟡ  | ퟢ  | ퟣ  | ퟤ  | ퟥ  | ퟦ  | ퟧ  | ퟨ  | ퟩ  | ퟪ  | ퟫ  | ퟬ  | ퟭ  | ퟮ  | ퟯ  |
| U+D7Fx                                                                                     | ퟰ  | ퟱ  | ퟲ  | ퟳ  | ퟴ  | ퟵ  | ퟶ  | ퟷ  | ퟸ  | ퟹ  | ퟺ  | ퟻ  |   |   |   |   |
| Напомене 1.^ Од Уникодове верзије 11.0 2.^ Сиве области означавају некориштене кодне тачке |   |   |   |   |   |   |   |   |   |   |   |   |   |   |   |   |